# Мыс Крашенинникова
Мыс Крашени́нникова — мыс у восточного берега Камчатского полуострова, расположенный на южной оконечности Карагинского острова и вдающийся в Берингово море.
Получил название в честь русского путешественника, исследователя Камчатки Степана Крашенинникова.